# Boston Society of Film Critics Awards 2007
28. ročník předávání cen asociace Boston Society of Film Critics Awards se konal 11. prosince 2007.

## Vítězové
- Nejlepší film
  1. Tahle země není pro starý
  2. Skafandr a motýl
- Nejlepší režisér

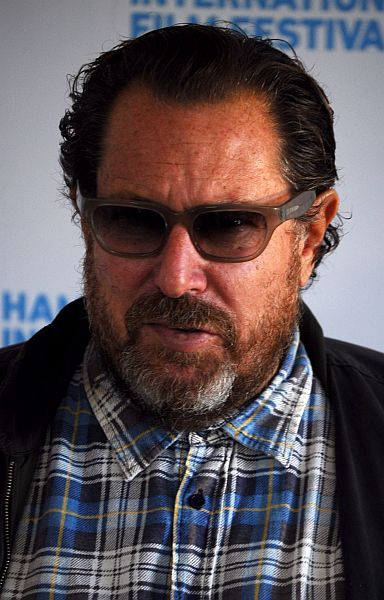
Julian Schnabel, vítěz v kategorii nejlepší režisér

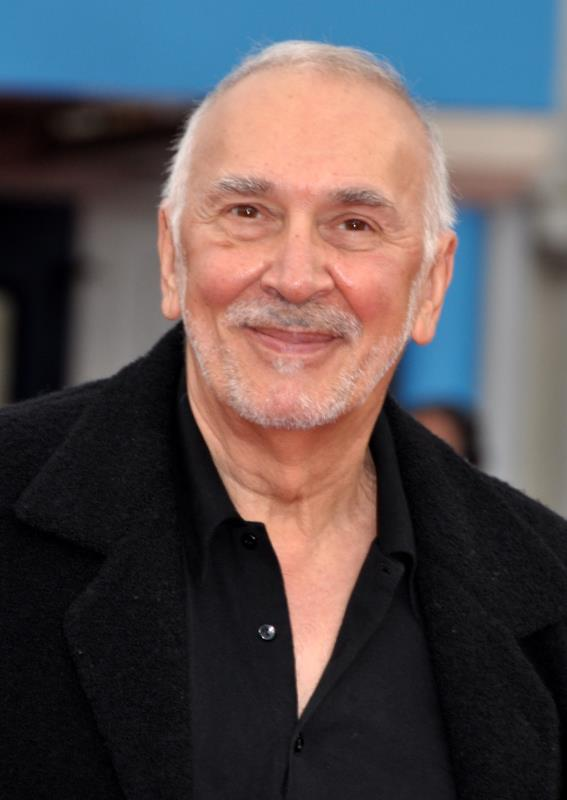
Frank Langella, vítěz v kategorii nejlepší mužský herecký výkon v hlavní roli

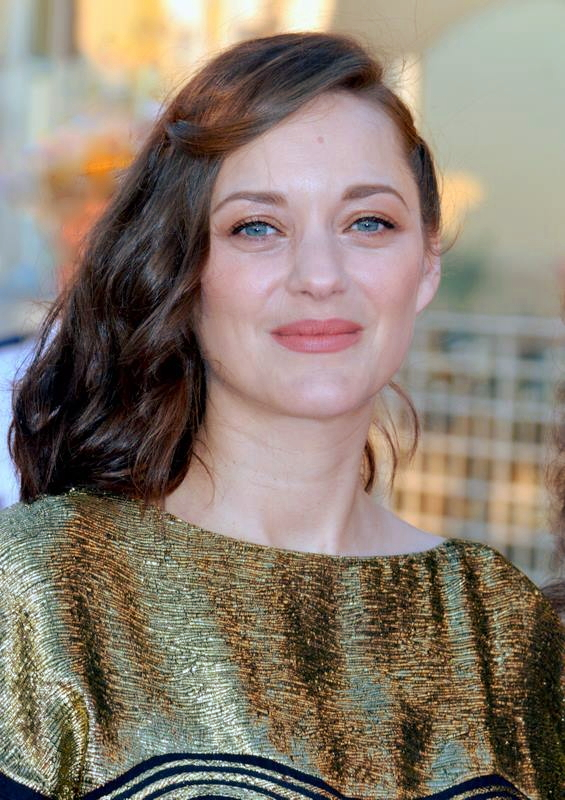
Marion Cotillard, vítězka v kategorii nejlepší ženský herecký výkon v hlavní roli

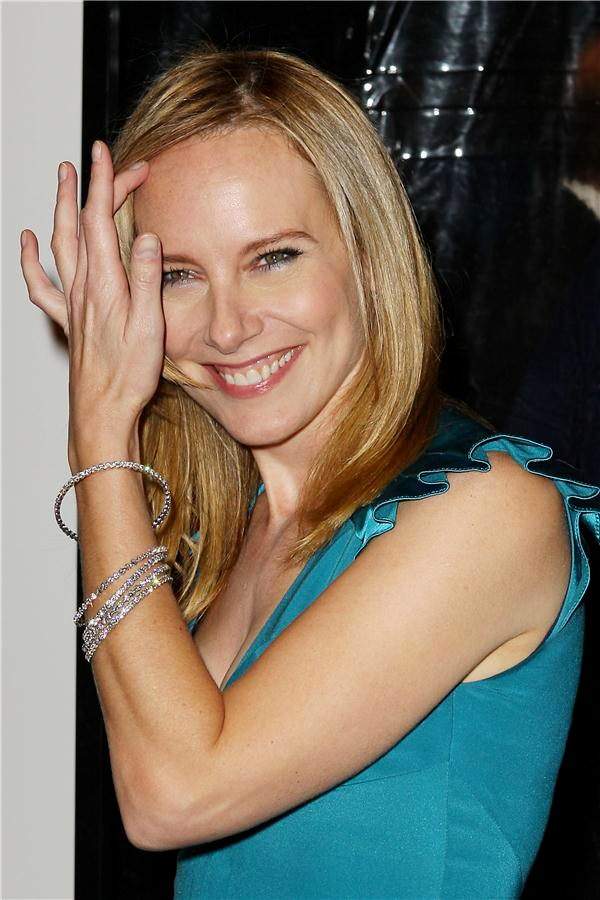
Amy Ryan, vítězka v kategorii nejlepší ženský herecký výkon ve vedlejší roli

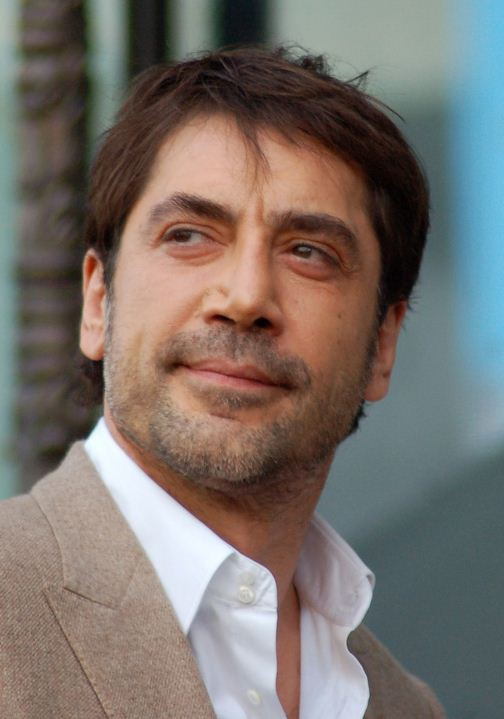
Javier Bardem, vítěz v kategorii nejlepší mužský herecký výkon ve vedlejší roli

  1. Julian Schnabel – Skafandr a motýl
  2. Joel Coen a Ethan Coen – Tahle země není pro starý
- Nejlepší scénář
  1. Brad Bird – Ratatouille
  2. Ronald Harwood – Skafandr a motýl
- Nejlepší herec v hlavní roli
  1. Frank Langella – Starting Out in the Evening
  2. Daniel Day-Lewis – Až na krev
- Nejlepší herečka v hlavní roli
  1. Marion Cotillard – Edith Piaf
  2. Julie Christie – Daleko od ní
- Nejlepší herec ve vedlejší roli
  1. Javier Bardem – Tahle země není pro starý
  2. Ben Foster – 3:10 Vlak do Yumy a Alpha Dog
- Nejlepší herečka ve vedlejší roli
  1. Amy Ryan – Gone, Baby, Gone
  2. Cate Blanchett – Beze mě: Šest tváří Boba Dylana
- Nejlepší obsazení
  1. Než ďábel zjistí, že seš mrtvej
  2. Beze mě: Šest tváří Boba Dylana a Superbad (remíza)
- Nejlepší dokument
  1. Crazy Love
  2. The King of Kong
- Nejlepší cizojazyčný film
  1. Skafandr a motýl (Francie/Spojené státy americké)
- Nejlepší kamera
  1. Janusz Kamiński – Skafandr a motýl
  2. Roger Deakins – Zabití Jesseho Jamese zbabělcem Robertem Fordem, Tahle země není pro starý  a V údolí Elah
- Nejlepší nový filmař
  1. Ben Affleck – Gone, Baby, Gone
  2. Tony Gilroy – Michael Clayton